# Стоян Куюмджи
Стоян Куюмджи е български майстор златар от Възраждането.

## Биография
Роден е в град Крушево или Велес около 1800 година. Около 1830 година се заселва в Свищов, като преданието твърди, че работилницата му е край църквата „Свето Преображение Господне“. Негово дело е обковката на църковната икона на Исус Христос, датирана към 1845 година. С ученика му Ламби Куюмджи изпълняват поръчки в Северна България – Горна Оряховица, Лясковец, Търново. От него са запазени 12 икони от периода 1845 – 1853 година от ковано сребро. В „Свето Преображение“ има запазен сребърен диск и мощехранителница. Стилът на Стоян Куюмджи показва бароково влияние в орнамента, както и умело предаване на човешката фигура с чувство за пропорция.